# Televisión Nacional de Chile
 (транскр.  Телевисион насионал де Чиле) је чилеански јавни телевизијски емитер. Настао је 31. јануара 1969. по наредби председника Едуарда Фреја Монталве и пуштен у рад широм земље 18. септембра исте године. Од тада, компанија је неколико пута реструктурисана и њено подручје пословања је расло током година, постајући један од водећих телевизијских емитера у Чилеу и Јужној Америци.